# アントン・マカレンコ
アントン・セミョーノヴィチ・マカレンコ（ロシア語: Антон Семёнович Макаренко、1888年3月1日-1939年4月1日）は、帝政ロシアからソヴィエト社会主義連邦共和国に変わっていく時代のロシアの教育者。ユネスコが選ぶ20世紀でもっとも影響力のある教育者４人にランクインした。

## 経歴
1888年、ロシア帝国領ウクライナのベロポーリェで生まれた。父親は鉄道工場の塗装工であった。その地方の師範学校を出て、小学校の教員となった。十月革命が起きた1917年に高等師範学校を卒業し、視学官の職を得た。
1920年、ポルタヴァ近郊にある、非行少年を収容して勤労活動を通して矯正教育を行っていた少年院の院長に転進。1922年、同少年院は、ゴーリキーの名を冠して、「ゴーリキー記念コムーナ」と改称になった。1926年に同コムーナはハルキウ付近の修道院跡地に移転するが、指導方針に対する意見の違いからこの施設のポストを辞して、それまで兼任職となっていたハルキウ近郊の「ジェルジンスキー・コムーナ（コミューン）」での矯正教育に専念することになった。ここでの活動を通して、彼の集団主義教育の成果となる教育実践が生みだされた。マカレンコは、当時世界的規模で広まった新教育運動、すなわち子どもの自発性や関心、子どもの個性へ着目した教育傾向とは一線を画し、集団の中での忠誠、服従、協同に重きを置いた。
1935年までジェルジンスキー・コムーナに奉職。その後はキエフに移り、1937年にモスクワに移ってその教育体験を著作として次々に世に送り出した。

## 研究内容・業績
マカレンコはナデジダ・クルプスカヤと並び、ソビエトの集団主義教育の体系化を行った人物として評価されている。彼の著作の大半は、教育小説のかたちを採っている。

### 集団主義教育理論
- 生前、彼の教育論は、あまり高い評価を受けていたわけではないが、1931年、ソ連でまだトーキーが始まったばかりの技術で、彼の著作のいくつかから着想を得た映画「人生案内」が製作され、大きな反響を生んだ。この映画は翌1932年、日本でも公開された。この映画のヒットから、ソ連でもその映画の影の登場人物であるマカレンコの弟子が、別の少年院で教育実践を続けていくといった小説も書かれた。ヴィグドローヴァの『新人生案内』、邦訳もある。（草鹿外吉訳、新評論社、1955年）
- 日本においては、1970年代にいわゆる全生研教育の一環として、マカレンコの教育理論の影響を受けた「学級集団づくり」という教育手法が、主に全国生活指導研究協議会に所属する一部の教員の間で流行した。原武史は，小学生時代に東京都の滝山団地でこの「集団づくり」教育を体験し，後に『滝山コミューン一九七四』としてその記憶をまとめ，発表した。

## 著作
- 『マカレンコ著作集』イ・ア・カイーロフ, ガリーナ・マカレンコ 共編　三一書房、

第1巻　愛と規律の家庭教育 / 小関茂等訳 1960
第2巻　親のための本 / 岩田みさご,小関茂共訳　1951
第3巻 塔の上の旗 南信四郎,田辺和香枝共訳 1951
第4巻 教育学作品集 岩田みさご,小関茂共訳 1951-52
第5巻　教育詩 土方敬太・南信四郎訳　1951-52
第4巻 第3部　教育学作品集 限りなき前進 林雅子訳　1952
第4巻 第4部　教育学作品集 愛と規律の勝利 林雅子訳 1952
- マカレンコ著作集 新訳改訂版　三一書房

第1巻 愛と規律の家庭教育」南信四郎訳　1953　のち新書、青木文庫　
第6巻　正しい学校教育 / 岩田みさご,小関茂共訳 1954
第10巻　教育詩 第1部 / 土方敬太訳 1955
第11-12巻　教育詩 第2-3 南信四郎訳 1955
- 『児童文学と児童読物』北村順治等訳 新評論社 教育新書　1955
- 『集団主義と教育学』矢川徳光訳編 明治図書出版 世界教育学選集 1960
- 『親のための本 しんせつな親からかしこい親へ』北野喜久雄訳編 六月社 1962
- 『集団主義教育の方法論 教育活動をどう組織するか』池田貞雄訳 明治図書出版 1963
- 『マカレンコ全集』マカレンコ全集刊行委員会訳　明治図書出版 1964

第1-2巻 教育詩
第3巻 (一九三〇年行進曲,FD・1,長調)
第4巻　塔の上の旗
第5巻 (親のための本,子供の教育について,家庭教育の諸問題)
第6巻 (訓育過程の組織方法論,ソビエト学校教育の諸問題,教育経験からのいくつかの帰結,教育学と倫理学との諸問題にかんする報告と論文,未完成の教育学的労作)　1965
第7巻 (誇り,芯のある人間,指令,「誇り」の論争に関する論文)
第8巻　政治論文と覚え書 個人と社会について 他8篇　1965
- 『マカレンコ研究』第1,2　ソビエト教育学研究会編訳 明治図書 1965
- 『子どもの教育・子どもの文学』小桧山奮男,松谷さやか編訳 新読書社 1973
- 『集団主義と個人の教育』クマリン編集 海老原遥,橋迫和幸訳 新読書社 1977
- 『科学的訓育論の基礎 人間形成の道』藤井敏彦,岩崎正吾著訳 明治図書出版 世界新教育運動選書 1988